# Robert Fischer (Richter)
Robert Fischer (* 22. August 1911 in Gießen; † 4. März 1983) war ein deutscher Jurist und von 1968 bis 1977 Präsident des Bundesgerichtshofs.

## Leben
Er war Sohn von Hans Albrecht Fischer, der Professor für Römisches Recht, Bürgerliches Recht und Rechtsphilosophie war. Von 1932 bis 1934 studierte er Jura an den Universitäten Tübingen, wo er Mitglied der Akademischen Verbindung Igel wurde, Breslau und Jena. 1935 promovierte er bei Alfred Hueck, dem er zeit seines Lebens verbunden blieb. Nach anschließendem Vorbereitungsdienst und Zweitem Staatsexamen, das er 1938 ablegte, wurde er für die Rechtsabteilung der Deutschen Bank tätig. Am Zweiten Weltkrieg nahm er als Reserveoffizier teil. 1945 entschied er sich für die Richtertätigkeit. Schnell stieg er in der Richterlaufbahn auf und wurde Landgerichtsdirektor und stellvertretender Präsident des Landgerichtes Göttingen. Bereits 1950 wurde er zum Bundesrichter beim Bundesgerichtshof ernannt. 1962 erhielt er einen Ruf auf einen ordentlichen Lehrstuhl der Universität zu Köln. Er lehnte den Ruf jedoch ab und blieb beim Bundesgerichtshof, wo er den Vorsitz im für das Gesellschaftsrecht zuständigen II. Zivilsenat übernahm. Am 1. Januar 1963 wurde er zum Senatspräsidenten ernannt. Nach der Pensionierung seines Vorgängers Bruno Heusinger wurde er am 1. April 1968 Präsident des Bundesgerichtshofes. Dieses Amt, sowie die Führung des Kartell- und  Anwaltssenates hatte er inne, bis er am 30. September 1977 aus eigenem Antrieb vorzeitig in den Ruhestand trat. Sein Nachfolger wurde Gerd Pfeiffer.
Neben seiner richterlichen Tätigkeit hat er sich auch in der Rechtswissenschaft betätigt und sich in breiterem Umfang in wissenschaftlichen Aufsätzen und Beiträgen zu Wort gemeldet. Er wirkte auch an drei Großkommentaren mit und bearbeitete einen Kurzkommentar.

## Veröffentlichungen (Auszug)
- Gesammelte Schriften - Grundfragen revisionsgerichtl. Rechtsprechung u. Beitr. zum Gesellschaftsrecht, Berlin 1985, ISBN 3-11-009961-6